# Monocerotesa hypomesta
Monocerotesa hypomesta là một loài bướm đêm trong họ Geometridae.